# Ṳ̌
Cette page contient des caractères spéciaux ou non latins. S’ils s’affichent mal (▯, ?, etc.), consultez la page d’aide Unicode.
Ṳ̌ (minuscule : ṳ̌), appelé U tréma souscrit caron, est un graphème et une lettre additionnelle de l’alphabet latin utilisée dans l’écriture du kayah et du minbei. Elle est composée d’un U, d’un tréma souscrit et d’un caron.

## Représentations informatiques
Le U tréma souscrit caron peut être représenté avec les caractères Unicode suivants : 
- précomposé (latin étendu additionnel, diacritiques)[1],[2] :

| formes    | représentations | chaînes de caractères | points de code | descriptions                                               |
| --------- | --------------- | --------------------- | -------------- | ---------------------------------------------------------- |
| capitale  | Ṳ̌               | Ṳ◌̌                    | U+1E72 U+030C  | lettre majuscule latine u tréma souscrit diacritique caron |
| minuscule | ṳ̌               | ṳ◌̌                    | U+1E73 U+030C  | lettre minuscule latine u tréma souscrit diacritique caron |

- décomposé et normalisé NFD (latin de base, diacritiques) :

| formes    | représentations | chaînes de caractères | points de code       | descriptions                                                    |
| --------- | --------------- | --------------------- | -------------------- | --------------------------------------------------------------- |
| capitale  | Ṳ̌               | U◌̤◌̌                   | U+0055 U+0324 U+030C | lettre majuscule u diacritique tréma souscrit diacritique caron |
| minuscule | ṳ̌               | u◌̤◌̌                   | U+0075 U+0324 030C   | lettre minuscule u diacritique tréma souscrit diacritique caron |